# 腋胞藓
腋胞藓（学名：Pterigynandrum filiforme）为绢藓科腋苞藓属下的一个种。